# Distrito de Vendôme
UANI distrito de Vendôme es un distrito (en francés arrondissement) de Francia, que se localiza en el departamento de Loir y Cher (en francés Loir-et-Cher), de la región de Centro. Cuenta con 9 cantones y 107 comunas.

## División territorial

### Cantones
Los cantones del distrito de Vendôme son:
1. Cantón de Droué
2. Cantón de Mondoubleau
3. Cantón de Montoire-sur-le-Loir
4. Cantón de Morée
5. Cantón de Saint-Amand-Longpré
6. Cantón de Savigny-sur-Braye
7. Cantón de Selommes
8. Cantón de Vendôme-1
9. Cantón de Vendôme-2

### Comunas
| 1. Ambloy (41001)                     | 2. Areines (41003)                 | 3. Artins (41004)                | 4. Arville (41005)                    |
| 5. Authon (41007)                     | 6. Azé (41010)                     | 7. Baigneaux (41011)             | 8. Baillou (41012)                    |
| 9. Beauchêne (41014)                  | 10. Bonneveau (41020)              | 11. Bouffry (41022)              | 12. Boursay (41024)                   |
| 13. Brévainville (41026)              | 14. Busloup (41028)                | 15. Cellé (41030)                | 16. La Chapelle-Enchérie (41037)      |
| 17. La Chapelle-Vicomtesse (41041)    | 18. Chauvigny-du-Perche (41048)    | 19. Choue (41053)                | 20. Cormenon (41060)                  |
| 21. Coulommiers-la-Tour (41065)       | 22. Couture-sur-Loir (41070)       | 23. Crucheray (41072)            | 24. Danzé (41073)                     |
| 25. Droué (41075)                     | 26. Les Essarts (41079)            | 27. Faye (41081)                 | 28. Fontaine-Raoul (41088)            |
| 29. Fontaine-les-Coteaux (41087)      | 30. La Fontenelle (41089)          | 31. Fortan (41090)               | 32. Fréteval (41095)                  |
| 33. Le Gault-Perche (41096)           | 34. Gombergean (41098)             | 35. Les Hayes (41100)            | 36. Houssay (41102)                   |
| 37. Huisseau-en-Beauce (41103)        | 38. Lancé (41107)                  | 39. Lavardin (41113)             | 40. Lignières (41115)                 |
| 41. Lisle (41116)                     | 42. Lunay (41120)                  | 43. Marcilly-en-Beauce (41124)   | 44. Mazangé (41131)                   |
| 45. Meslay (41138)                    | 46. Mondoubleau (41143)            | 47. Montoire-sur-le-Loir (41149) | 48. Montrouveau (41153)               |
| 49. Morée (41154)                     | 50. Naveil (41158)                 | 51. Nourray (41163)              | 52. Oigny (41165)                     |
| 53. Pezou (41175)                     | 54. Le Plessis-Dorin (41177)       | 55. Le Poislay (41179)           | 56. Pray (41182)                      |
| 57. Prunay-Cassereau (41184)          | 58. Péringny (41174)               | 59. Rahart (41186)               | 60. Renay (41187)                     |
| 61. Rhodon (41188)                    | 62. Les Roches-l'Évêque (41192)    | 63. Rocé (41190)                 | 64. Romilly (41193)                   |
| 65. Ruan-sur-Egvonne (41196)          | 66. Saint-Agil (41197)             | 67. Saint-Amand-Longpré (41199)  | 68. Saint-Arnoult (41201)             |
| 69. Saint-Avit (41202)                | 70. Saint-Firmin-des-Prés (41209)  | 71. Saint-Gourgon (41213)        | 72. Saint-Hilaire-la-Gravelle (41214) |
| 73. Saint-Jacques-des-Guérets (41215) | 74. Saint-Jean-Froidmentel (41216) | 75. Saint-Marc-du-Cor (41224)    | 76. Saint-Martin-des-Bois (41225)     |
| 77. Saint-Ouen (41226)                | 78. Saint-Rimay (41228)            | 79. Sainte-Anne (41200)          | 80. Sainte-Gemmes (41210)             |
| 81. Sargé-sur-Braye (41235)           | 82. Sasnières (41236)              | 83. Savigny-sur-Braye (41238)    | 84. Selommes (41243)                  |
| 85. Souday (41248)                    | 86. Sougé (41250)                  | 87. Le Temple (41254)            | 88. Ternay (41255)                    |
| 89. Thoré-la-Rochette (41259)         | 90. Tourailles (41261)             | 91. Troo (41265)                 | 92. Tréhet (41263)                    |
| 93. Vendôme (41269)                   | 94. Villavard (41274)              | 95. La Ville-aux-Clercs (41275)  | 96. Villebout (41277)                 |
| 97. Villechauve (41278)               | 98. Villedieu-le-Château (41279)   | 99. Villemardy (41283)           | 100. Villeporcher (41286)             |
| 101. Villerable (41287)               | 102. Villeromain (41290)           | 103. Villetrun (41291)           | 104. Villiers-sur-Loir (41294)        |
| 105. Villiersfaux (41293)             | 106. Épiais (41077)                | 107. Épuisay (41078)             |                                       |